# Liste der Biografien/Rotu
Liste der Biografien |
Portal Biografien |
Personensuche
# |
A |
B |
C |
D |
E |
F |
G |
H |
I |
J |
K |
L |
M |
N |
O |
P |
Q |
R |
S |
T |
U |
V |
W |
X |
Y |
Z |
?
 
Ra |
Rb |
Rd |
Re |
Rh |
Ri |
Rj |
Rk |
Rl |
Rm |
Rn |
Ro |
Rr |
Rs |
Rt |
Ru |
Rv |
Rw |
Rx |
Ry |
Rz
 
Roa |
Rob |
Roc |
Rod |
Roe |
Rof |
Rog |
Roh |
Roi |
Roj |
Rok |
Rol |
Rom |
Ron |
Roo |
Rop |
Roq |
Ror |
Ros |
Rot |
Rou |
Rov |
Row |
Rox |
Roy |
Roz 
 
Rota |
Rotb |
Rotc |
Rote |
Rotf |
Rotg |
Roth |
Roti |
Rotk |
Rotl |
Rotm |
Roto |
Rotp |
Rotr |
Rots |
Rott |
Rotu |
Rotw |
Roty |
Rotz 
Die Liste der Biografien führt alle Personen auf, die in der deutschsprachigen Wikipedia einen Artikel haben. Dieses ist eine Teilliste mit 10 Einträgen von Personen, deren Namen mit den Buchstaben „Rotu“ beginnt.

## Rotu

### Rotun
- Rotunda, Mike (* 1958), US-amerikanischer WrestlerMike Rotunda (* 1958)

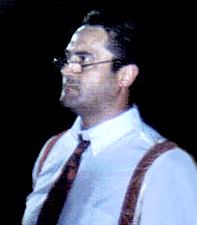
Mike Rotunda (* 1958)

- Rotundi, Maurizio, italienischer Dokumentarfilm- und Fernsehregisseur
- Rotundo, Francisco (1919–1997), argentinischer Bandleader, Tangopianist und Komponist
- Rotundo, Manuela (* 2004), uruguayische Speerwerferin
- Rotundo, Massimo (* 1955), italienischer Comiczeichner
- Rotundus, Augustinus (1520–1582), christlicher und Renaissance-Humanist, Gelehrter, Jurist, politischer Schriftsteller, erster Historiker und Apologet Litauens
- Rotunno, Francisco (1976–2025), chilenischer Fußballspieler
- Rotunno, Franco (* 1970), liechtensteinischer Fußballspieler
- Rotunno, Giuseppe (1923–2021), italienischer Kameramann
- Rotunno, Nicola (1928–1999), italienischer Geistlicher, römisch-katholischer Erzbischof und Diplomat des Heiligen Stuhls